# Manuel Alberto Claro
Manuel Alberto Claro (* 3. April 1970 in Santiago de Chile, Chile) ist ein chilenisch-dänischer Kameramann.

## Leben
Seine Eltern flüchteten im Jahr 1974 mit Manuel Alberto Claro aus Chile nach Dänemark, nachdem Augusto Pinochet durch einen Militärputsch die Macht im Land übernommen hatte. Er graduierte an der Istituto Europeo di Design in Mailand als Fotograf und arbeitete mehrere Jahre weltweit als Fotoassistent, bevor er von 1997 bis 2001 an der Den Danske Filmskole in Kopenhagen studierte. Dort lernte er auch den dänischen Regisseur Christoffer Boe kennen, mit dem er gemeinsam dessen Spielfilmdebüt Reconstruction drehte.
2010 arbeitete er für den international bekannten dänischen Regisseur Lars von Trier im Film Melancholia, wozu Claro äußerte, dass dadurch ein „geheimer Traum“ in Erfüllung gegangen sei. Für diese Arbeit wurde er mit dem Europäischen Filmpreis für die Beste Kamera ausgezeichnet.
Manuel Alberto Claro ist mit der Schauspielerin Louise Mieritz verheiratet, mit der er in Kopenhagen lebt.

## Filmografie (Auswahl)
- 2003: Bagland
- 2003: Reconstruction
- 2004: Min morfars morder
- 2004: Europäische Visionen (Visions of Europe) (Segment Europe does not exist)
- 2005: Allegro
- 2005: Dark Horse (Voksne mennesker)
- 2006: Liv
- 2007: Weapons
- 2007: Der verlorene Schatz der Tempelritter II (Tempelriddernes skat II)
- 2008: Der verlorene Schatz der Tempelritter III: Das Geheimnis der Schlangenkrone (Tempelriddernes skat III: Mysteriet om slangekronen)
- 2008: Kandidaten
- 2010: Alting bliver godt igen
- 2010: Limbo
- 2011: Melancholia
- 2013: Nymphomaniac
- 2013: Spies & Glistrup
- 2014: Top Five
- 2016: The Untamed (La región salvaje)
- 2018: Ditte & Louise
- 2018: The House That Jack Built
- 2019: Dau
- 2019: Håp

## Auszeichnungen
Camerimage
- 2004: Bronzener Frosch - Reconstruction

Amanda
- 2011: Auszeichnung für die Beste Kamera von Limbo

Robert
- 2004: Nominierung für die Beste Kamera von Reconstruction
- 2006: Auszeichnung für die Beste Kamera von Allegro
- 2011: Nominierung für die Beste Kamera von Alting bliver godt igen
- 2012: Auszeichnung für die Beste Kamera von Melancholia

Europäischer Filmpreis
- 2011: Auszeichnung für die Beste Kamera von Melancholia